# 지우마 호세프
지우마 바나 호세프(브라질 포르투갈어: Dilma Vana Rousseff, 문화어: 딜마 바나 로우쎄프, 1947년 12월 14일~)는 브라질의 경제학자 출신 정치인이다. 2010년 10월 대통령 선거에 당선되어 2011년 1월 1일 브라질 최초의 여성 대통령으로 취임하였다. 2016년 5월 12일에 브라질 연방상원으로부터 탄핵 심판에 들어가면서 직무가 정지되었으며, 2016년 8월 31일 브라질 연방상원 의원의 투표를 통해 탄핵당하면서 브라질 역사상 최초로 대통령직에서 물러나게 되었다.

## 어린 시절과 정치 입문
벨루오리존치에서 태어났다. 부친 페드루 호세프(Pedro Rousseff, 본명: 페터르 루세프(불가리아어: Петър Русев), 1900~1962)는 불가리아 출신으로, 1920년대 초반에 브라질로 이주하였다. 지우마 호세프는 학생시절 수녀회가 기숙학교에 다녔으며, 이곳에서 프랑스어와 교양 과목을 배웠다. 성인이 된 지우마 호세프는 1970년대에 극우 군사독재정권에 반대하는 활동을 하다가 체포되어 2년동안 수감되었다. 석방된 이후 포르투알레그리의 히우그란지두술 연방 대학교에서 경제학을 전공했다. 대학 졸업 이후에는 민주노동당에 입당하여 히우그란지두술주 정부·주의회와 포르투알레그리 시청에서 일했다. 2001년 루이스 이나시우 룰라 다 시우바가 창당한 노동자당으로 옮겼고, 대통령 선거에 출마했던 노동자당 소속의 루이스 이나시우 룰라 다 시우바의 측근이 되었다. 2003년 룰라 다 시우바 행정부 출범과 함께 에너지 장관(2003년~2005년)으로 임명되었고, 2005년 정무 장관(2005년~2010년)으로 임명되어 루이스 이나시우 룰라 다 시우바의 솔메이트로서 브라질을 신흥경제대국 반열에 올려놓은 '룰라의 기적'을 이끌었다.
그는 집권당의 가장 유력한 정치인으로 부상하였고, 루이스 이나시우 룰라 다 시우바 대통령의 측근으로 큰 영향력을 행사하였다. 그리고 2010년 10월 치러지는 대통령 선거에서 여당의 가장 유력한 후보로 거론되었다.

## 대통령

### 2010년 대통령 선거

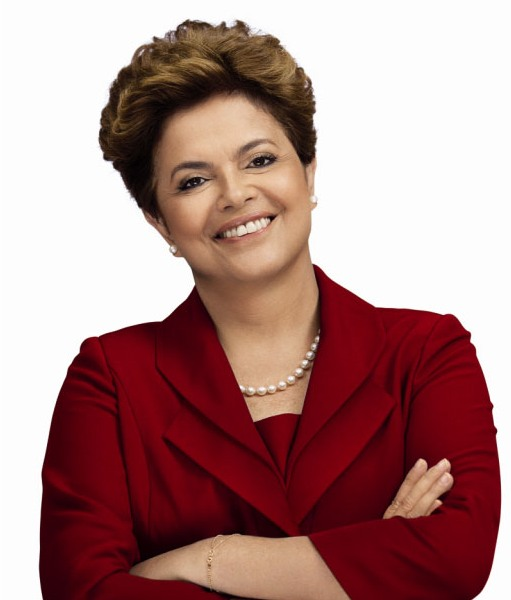
지우마 호세프의 2010년 대통령 선거 포스터

2010년 2월 22일 정식으로 노동자당의 대통령 선거 후보로 지명되었고, 3월 31일에 장관직을 사임하였다. 2010년 상반기까지 지우마 호세프 후보에 대한 지지율은 사회민주당의 조제 세하 후보보다 훨씬 낮았으나, 룰라 다 시우바 대통령의 높은 인기와 그의 지원으로 지지율이 상승하기 시작했다. 그의 장관직 사임 직전에 브라질 정부는 대규모 인프라 확충 계획을 발표했는데, 이것이 지우마 호세프 후보의 지지율 상승에 기여한 것으로 보는 시각도 
있다. 이후 그에 대한 지지율은 더욱 급격히 상승하기 시작, 10월 3일 선거 직전 45%~55%의 압도적 지지율로 당선이 유력해 보였다. 10월 3일 선거에서 과반 이상의 득표율로 바로 당선을 확정지을 것으로 예상되었으나, 46.9%의 득표율로 과반 득표에는 이르지 못하여 10월 31일 2차에서 최종 결과가 가려지게 되었다.. 결국 2차 투표에서 조제 세하 후보를 꺾고 브라질 역사상 최초의 여성 대통령으로 당선을 확정지었다.. 그는 11월 11일~12일 서울에서 열린 G20 정상회의에 참석하기 위해 대한민국을 방문하였는데, 이는 그의 대통령 당선 후 첫 해외 방문이었다. 그는 당선인 자격으로 G20 정상회의에 참석하고, 룰라 다 시우바 대통령과 함께 이명박 대통령을 만나 대한민국과 브라질 간 경제 협력에 대해 논의하였다.

### 집권

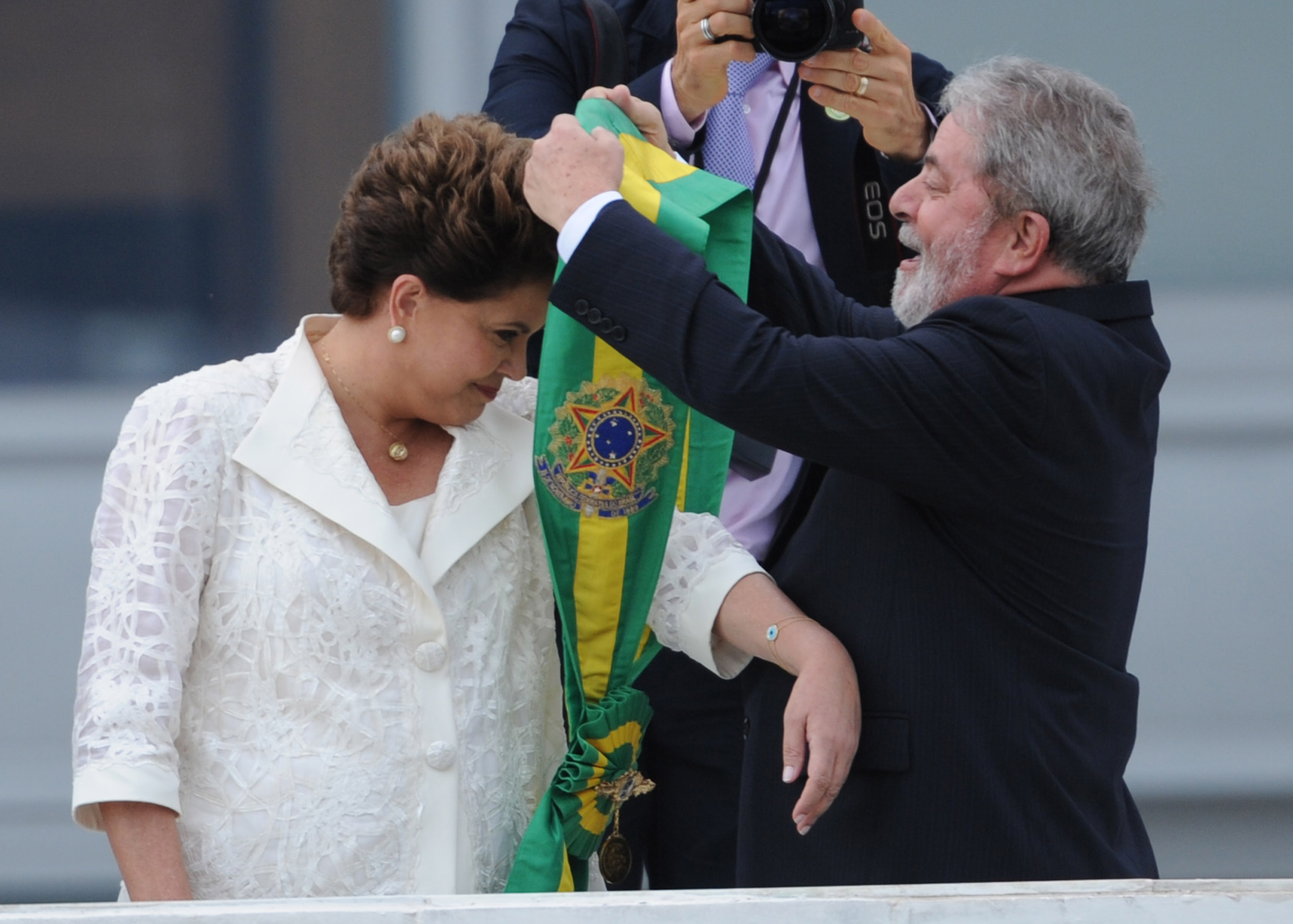
취임식에서 룰라로부터 대통령 띠를 넘겨받는 호세프

2011년 1월 1일, 제36대 대통령으로 정식으로 취임하였다. 취임식에서 그는 룰라 다 시우바 전 대통령의 정책을 계승해 빈곤 퇴치와 지속적 성장을 위해 노력할 것을 다짐했다.

### 탄핵
2004년부터 2012년까지 집계된 페트로브라스의 비자금 규모가 100억 헤알(약 3조3700억원)에 이른다고 발표하면서 비리 의혹으로 처벌될 위기인 루이스 이나시우 룰라 다 시우바를 면책특권이 보장된 수석장관에 기용하려다가 두 사람 간의 비밀통화 내용까지 공개되고 경기 침체가 이어지고 2014년 재선 당시 경제 적자를 숨기기 위해 브라질 회계 장부를 조작했다는 의혹으로 탄핵 국면으로 이어졌다. 결국 2013년 3월 16일부터 호세프 정권을 반대하는 야당과 브라질 국민들의 반정부 시위로 인하여 탄핵이라는 큰 위기를 맞이하게 되었다.
호세프 대통령 측이 브라질 연방상원의 탄핵 심판 개시안 표결이 진행되기 직전 대통령 집무실에서 퇴거하고 5월 11일의 상원 연설에 불참한 가운데 브라질 연방상원이 5월 11일부터 22시간에 걸친 마라톤 회의 끝에 표결에 들어갔으며, 전체 상원 의원 81명 가운데 과반인 55명이 의견서 채택에 찬성, 반대는 22명에 그쳐 5월 12일 오전 전체회의에서 호세프 대통령에 대한 탄핵 심판 절차 개시를 촉구한 상원 특별위원회 의견서를 채택했다. 이로 인해 최장 180일간 동안 대통령의 직무는 정지되고 비리 혐의로 검찰 조사를 받고 있는 미셰우 테메르 부통령이 대통령 권한을 대행한다.
호세프 대통령은 관저를 떠나기 전 기자회견을 열고 "야권은 정당한 대통령 선거 결과를 무효화시키려 한다. 유권자의 주권과 사회적 진보를 위협하는 탄핵에 맞서 계속 투쟁할 것"이라고 하면서 브라질 연방상원의 탄핵 심판 절차를 개시를 "'쿠데타', '정치적 테러'이며 헌법을 훼손하는 역사적 과오가 될 것이다 직무가 정지되더라도 탄핵의 위법성을 끝까지 따지겠다"라고 했으며, 집권 노동자당은 “테메르는 대통령이 아니라 쿠데타 주역”이라면서 "탄핵파에 맞서 싸우겠다"고 밝혔다. 루이스 이나시우 룰라 다 시우바 전 대통령도 "좌파 성향의 정당과 시민·사회단체, 노동계 등을 망라한 ‘브라질민중전선’을 가동해 정치 투쟁에 나서겠다"고 지우마 호세프 대통령의 지지자들은 "테메르 정부 반대 시위를 하겠다"고 했다.
한편, 반기문 유엔 사무총장은 "브라질이 법치와 헌법을 지킴으로써 민주적 절차를 존중해나갈 것으로 믿고 있으며 브라질 사회의 모든 부문에 대해 자제와 대화를 촉구했다"고 하고 미국 백악관은 "우리는 브라질 정치가 위기를 맞고 있지만 법치와 민주주의로 이를 극복할 수 있다고 믿고 있다"라고 한 가운데 당시 브라질 대통령 업무 대행을 시작한 미셰우 테메르 부통령이 루이스 이나시우 룰라 다 시우바 전 대통령 집권 당시 중앙은행장을 맡았던 엔리케 메이렐리스가 재무부 장관으로 임명하는 등 전원 남성으로 구성된 내각을 구성하면서 "지출 삭감과 민영화 정책 등으로 침체된 국가 경제를 재건하겠다"는 의지를 밝혔다.
2016년 8월 31일(브라질 동부 시간) 브라질 상원 의회가 지우마 호세프의 탄핵을 가결하였다.

## 역대 선거 결과
| 선거명      | 직책명          | 대수 | 정당     | 1차 득표율 | 1차 득표수   | 2차 득표율 | 2차 득표수   | 결과 | 당락 |
| ----------- | --------------- | ---- | -------- | ---------- | ------------ | ---------- | ------------ | ---- | ---- |
| 2010년 선거 | 브라질의 대통령 | 36대 | 노동자당 | 46.91%     | 47,651,434표 | 56.05%     | 55,752,529표 | 1위  |      |
| 2014년 선거 | 브라질의 대통령 | 36대 | 노동자당 | 41.59%     | 43,267,668표 | 51.64%     | 54,501,119표 | 1위  |      |

## 같이 보기
- 2014-2017년 브라질 경제 위기
- 브라질의 대통령 목록